# Mattia Gaspari
Mattia Gaspari (Pieve di Cadore, 14 settembre 1993) è uno skeletonista italiano.
Ha vinto la prima medaglia mondiale in assoluto per l'Italia nella storia dello skeleton, ottenuta nell'edizione di Altenberg 2020, quando vinse il bronzo nella gara a squadre in coppia con Valentina Margaglio.
Ha una sorella minore, Giulia, snowboarder di livello internazionale nonché ex-skeletonista a sua volta.

## Biografia
Compete dal 2009 per la squadra nazionale italiana. Debuttò in Coppa Europa a gennaio del 2010 e in Coppa Intercontinentale a dicembre del 2013. Si distinse nelle categorie giovanili vincendo una storica medaglia di bronzo ai mondiali juniores di Winterberg 2016; fu infatti la seconda medaglia internazionale di sempre colta da uno skeletonista italiano a distanza di 68 anni dalla prima, vinta da Nino Bibbia alle Olimpiadi di Sankt Moritz 1948 (prima medaglia italiana in assoluto ai Giochi).
Gaspari esordì in Coppa del Mondo nella seconda metà della stagione 2013/14, il 3 gennaio 2014 a Winterberg, dove si piazzò al 26º posto. In classifica generale detiene quale miglior piazzamento il decimo posto ottenuto al termine del 2015/16 mentre il suo miglior risultato in una tappa di Coppa è l'ottavo posto ottenuto a Lake Placid a gennaio del 2016.

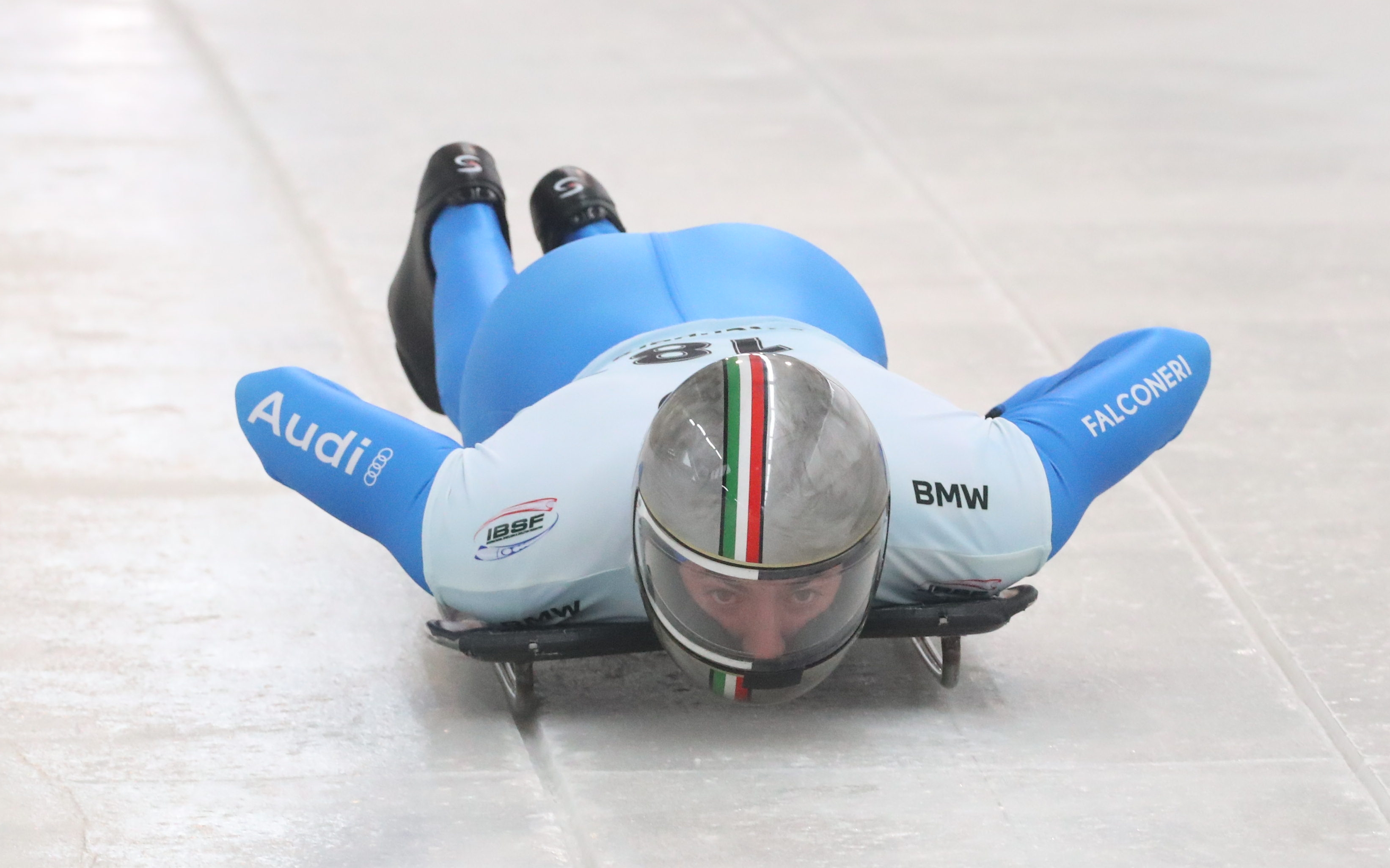
Mattia Gaspari in gara ai campionati mondiali di Altenberg 2021

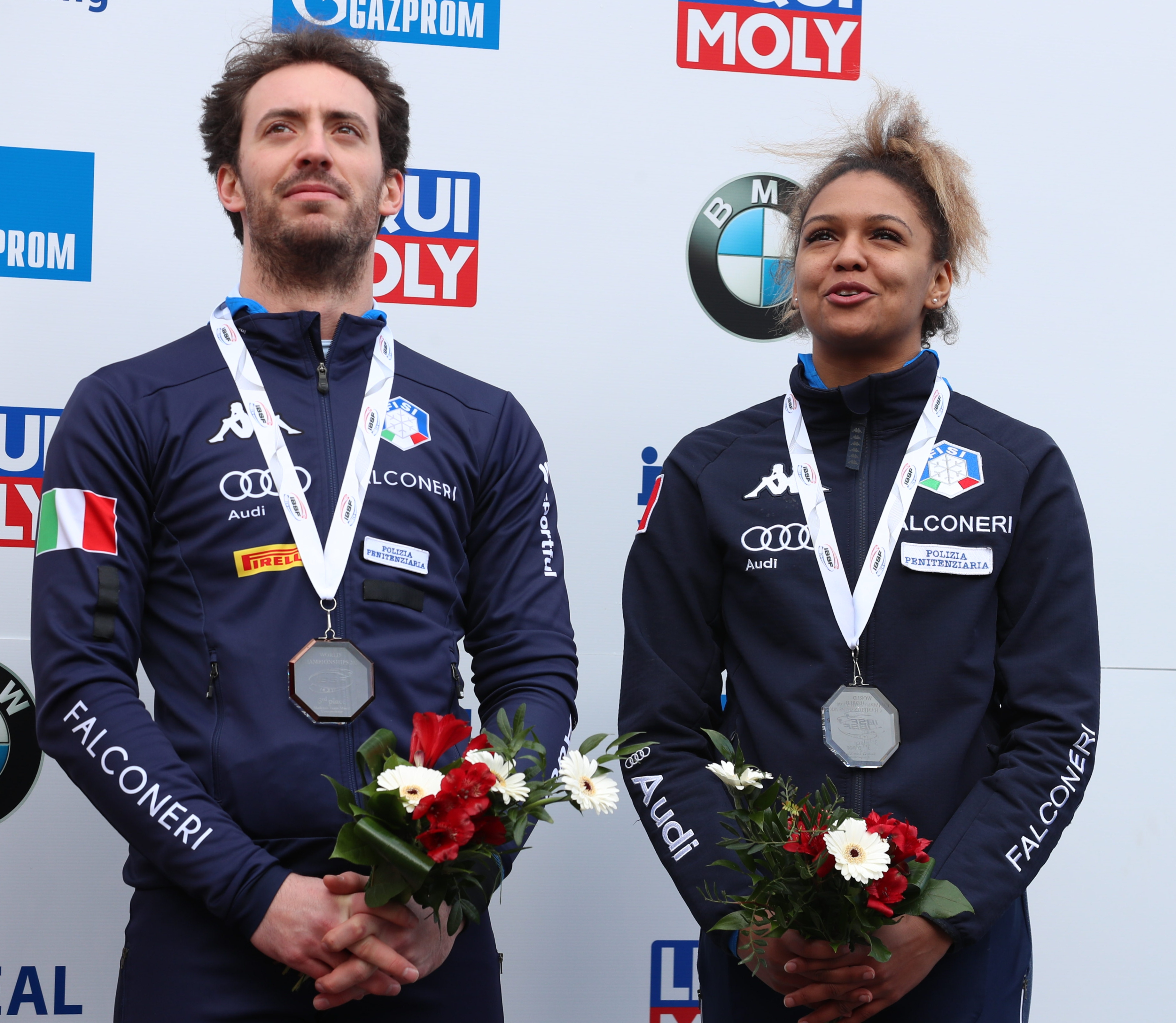
Mattia Gaspari con Valentina Margaglio sul podio dei campionati mondiali di Altenberg 2020, dove vinsero una storica medaglia di bronzo per l'Italia nella gara a squadre

Ha preso parte a cinque edizioni dei campionati mondiali conquistando in totale una medaglia di bronzo. Nel dettaglio i suoi risultati nelle prove iridate sono stati, nel singolo: ventunesimo a Winterberg 2015, quindicesimo a Igls 2016, nono a Schönau am Königssee 2017, ventiseiesimo ad Altenberg 2020 e decimo ad Altenberg 2021; nella gara a squadre: medaglia di bronzo ad Altenberg 2020 e nono ad Altenberg 2021. Il bronzo a squadre ottenuto nell'edizione del 2020 in coppia con Valentina Margaglio, rappresenta inoltre la prima medaglia mondiale in assoluto vinta dall'Italia nella storia dello skeleton.
Agli europei ha invece totalizzando quale sua migliore prestazione il decimo posto raggiunto in due occasioni: a La Plagne 2015 e a Sankt Moritz 2016.
Detiene inoltre tre titoli nazionali (2014, 2015 e 2017).

### 2017: il grave infortunio e il ritorno dopo due anni
Un grave infortunio al tendine d'achille, occorsogli a ottobre del 2017, gli precluse l'intera stagione 2017/18, con conseguente mancata partecipazione ai giochi di Pyeongchang 2018; il difficile recupero dall'infortunio lo tenne lontano dalla piste anche per l'annata 2019/20. Ritornò sulle piste ghiacciate dopo due anni, l'8 dicembre 2019 a Winterberg in Coppa Europa e tre mesi dopo vinse la storica medaglia di bronzo a squadre ai mondiali di Altenberg 2020.

## Palmarès

### Mondiali
- 1 medaglia:
  - 1 bronzo (gara a squadre ad Altenberg 2020).

### Mondiali juniores
- 1 medaglia:
  - 1 bronzo (singolo a Winterberg 2016).

### Coppa del Mondo
- Miglior piazzamento in classifica generale: 10º nel 2015/16

### Circuiti minori

#### Coppa Intercontinentale
- 2 Medaglie:
- 2 Ori (Lillehammer, Norvegia nel 2022)

#### Coppa Europa
- Miglior piazzamento in classifica generale: 12º nel 2012/13 e nel 2019/20.

### Campionati italiani
- 5 medaglie:
  - 3 ori (singolo a Igls 2014[5]; singolo a Igls 2016[6]; singolo a Igls 2017[7]);
  - 2 argenti (singolo a Igls 2015[8]; singolo a Igls 2021[9]).